# Pas de veine
Pas de veine est un roman policier américain de Carol Higgins Clark publié en 2002. Il s'agit d'un titre de la série ayant pour héroïne l'enquêtrice Regan Reilly.

## Résumé
La nouvelle enquête de Regan Reilly va l’emmener de Beverly Hills au vignoble de  Santa Barbara.
Alors que le mariage d’une vieille star du cinéma très riche avec un homme de cinquante ans plus jeune qu’elle va être célébré, une disparition va tout changer.
Regan Reilly risque bien de déranger  la bonne société hollywoodienne.